# Zagazig

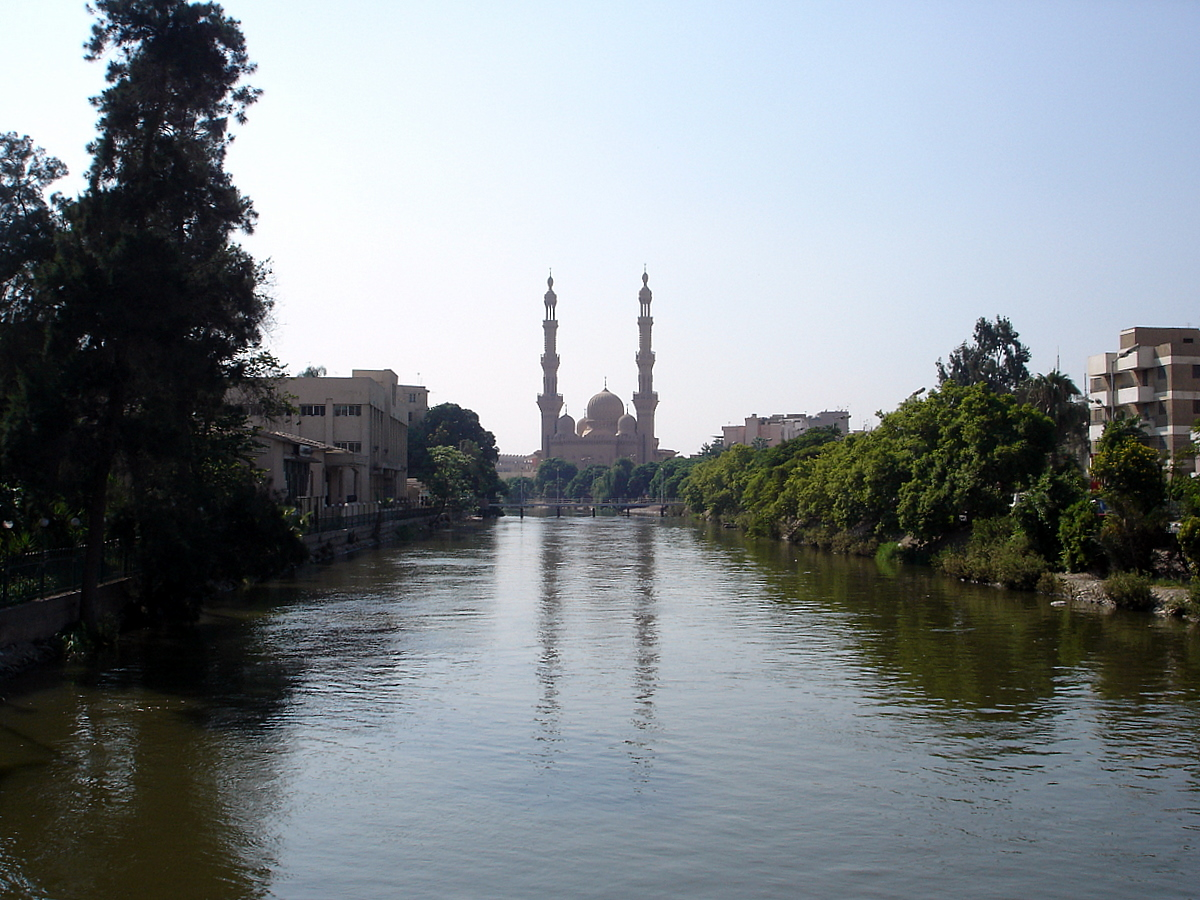
Vista de la mesquita de Zagazig

Zagazig o Zaqaziq (àrab: الزقازيق, az-Zaqāzīq, pronunciat en àrab egipci Zazí [zaʔaziːʔ] o Zagzig [zaɡaziːɡ], segons els dialectes) és una ciutat d'Egipte, capital de la governació de Xarqiya, a uns 60 km al nord-est del Caire. La seva població al cens del 2006 era de 302.611 habitants. Es troba al canal Muwis i és centre del comerç del cotó.
Fou fundada poc després de 1820 com a campament pels treballadors de les preses de la branca oriental del Nil; la construcció de sis embassaments fou encarregada per Muhammad Ali Pasha al seu enginyer especialista en hidràulica Ahmad al-Barudi, i buscava assegurar el reg de tota la província; l'embassament principal fou el de Kanatir al-Tisa entre els canals Muwis i Mashtut. Els treballs de construcció van durar de 1827 a 1832. El nom li hauria estat donat per un personatge de nom Ahmed Zakzuk la família del qual s'havia establert al final del segle xviii a mig km al nord de l'establiment, i el poblet sorgit allí s'hauria dit Kafr al-Zakazik (que es tradueix com "vila de la família Zakzuk"), nom després traslladat a l'establiment pels treballadors pels treballadors d'aquest lloc, que li van dir Nazlat al-Zakazik; aquest nom fou adoptat per l'ingenyer al-Barudi en els seus informes i oficialitzat per Muhammad Ali quan va visitar el lloc el 1832. Van circular altres etimologies (un peix, el zakzak, plural zakazik, abundant al canal Muwis, o del nom del refilo dels ocells abundants als arbres de la vila que deriva de l'arrel zakzaka). El trasllat de les oficines de reg des de Bilbeis a Zagazig va fer créixer aquesta ciutat i al cap d'un any fou declarada capital provincial en perjudici de Bilbeis (Bilbays), ja que Muhammad Ali la considerava en posició més central a la província i, per tant, més adequada. Es van construir dos mesquites: la gran obra de Muhammad Ali Pasha i l'anomenada Mesquita Petita, construïda per un alt funcionari de nom Amir Yusuf. S'hi van instal·lar comerciants i funcionaris i va adquirir més importància quan hi va arribar el ferrocarril. Una tercera mesquita la va construior el ric mercader Sulayman al-Sharbini. El 1911 va arribar a 40.000 habitants. Entre els que s'hi van instal·lar la família copta de Salama Musa originària d'Asyut. Modernament el cantant Abd al-Halim Hafiz va fer construir una mesquita nova que és la principal. Els sants tutelars de la ciutat són Abu Khalil i Abu Amir.
Les seves produccions principals són el moresc, el blat i el cotó. Algunes europeus (francesos, anglesos i grecs) van fundar fàbriques de cotó i filats, però l'establiment d'estrangers va provocar incidents amb la població local als anys 1870. A la ciutat hi ha un petit museu (Museu Arabí) amb objectes arqueològics interessants. També té una universitat que és una branca de la d'Al-Azhar, la Universitat del Caire.
A uns 3 km al sud-est es troben les ruïnes de Bubastis (avui Tell Basta), que fou capital d'Egipte durant les dinasties XXII i XXIII. També a la rodalia es troben temples erigits per Osorkon II i Nectabeu II, i un cementiri de gats sagrats darrere de les restes d'una capella del temps de Pepi I.
El seu personatge més famós és el coronel Ahmed Urabi, conegut com Urabi Paixà, líder de la revolta egípcia de 1882. També és important el periodista, crític social i filòsof copte Salama Musa (1887-1958).